# Linda Chisholm
Linda Chisholm   (Los Angeles, 21 de desembre de 1957) va ser una jugadora de voleibol estatunidenca que va competir entre les dècades de 1970 i 1990.
El 1984 va prendre part en els Jocs Olímpics de Los Angeles, on guanyà la medalla de plata en la competició de voleibol. En el seu palmarès també destaca una medalla de bronze al Campionat del Món de voleibol de 1982 i una de plata als Jocs Panamericans de 1983. Posteriorment, fins al 1997, va jugar a voleibol platja, en què guanyà 28 torneigs.